# Бар-сюр-Об (округ)
Округ Бар-сюр-Об (фр. Arrondissement de Bar-sur-Aube) — округ у Франції, в департаменті Об. 2023 року округ об'єднував 108 муніципалітетів, населення становило 27 471 особу.
Адміністративний центр (супрефектура) — Бар-сюр-Об.

## Муніципалітети
Список муніципалітетів округу та їхні коди INSEE:
1. Айвіль (10002)
2. Аманс (10005)
3. Ампіньї (10171)
4. Анжант (10137)
5. Аргансон (10008)
6. Арконвіль (10007)
7. Аррамбекур (10010)
8. Аррантьєр (10011)
9. Арсонваль (10012)
10. Баєль (10035)
11. Баї-ле-Фран (10026)
12. Баліньїкур (10027)
13. Бар-сюр-Об (10033)
14. Баровіль (10032)
15. Бере (10045)
16. Бержер (10039)
17. Бетіньїкур (10044)
18. Бленкур-сюр-Об (10046)
19. Бліньї (10048)
20. Бліньїкур (10047)
21. Боссанкур (10050)
22. Брієнн-ла-В'єй (10063)
23. Брієнн-ле-Шато (10064)
24. Бро (10059)
25. Валлантіньї (10393)
26. Вандевр-сюр-Барс (10401)
27. Вернонвільє (10403)
28. Віль-су-ла-Ферте (10426)
29. Віль-сюр-Терр (10428)
30. Вільре (10424)
31. Вошонвільє (10397)
32. Вуаньї (10440)
33. Доланкур (10126)
34. Доннман (10128)
35. Дьянвіль (10123)
36. Екланс (10135)
37. Епань (10138)
38. Епотемон (10139)
39. Євр-ле-Петі (10445)
40. Жассен (10175)
41. Жессен (10178)
42. Жокур (10176)
43. Жонкрей (10180)
44. Жуванзе (10183)
45. Жуванкур (10182)
46. Жузанвіньї (10184)
47. Коломбе-ла-Фосс (10102)
48. Коломбе-ле-Сек (10103)
49. Креспі-ле-Неф (10117)
50. Кувіньон (10113)
51. Курсель-сюр-Вуар (10105)
52. Ла-Віль-о-Буа (10411)
53. Ла-Вільнев-о-Шен (10423)
54. Ла-Лож-о-Шевр (10200)
55. Ла-Ротьєр (10327)
56. Ла-Шез (10072)
57. Лантій (10192)
58. Лассікур (10189)
59. Левіньї (10194)
60. Лемон (10193)
61. Ліньоль-ле-Шато (10197)
62. Лонпре-ле-Сек (10205)
63. Лоншам-сюр-Ожон (10203)
64. Маньї-Фушар (10215)
65. Маньїкур (10214)
66. Мато (10228)
67. Мезон-де-Шам (10217)
68. Мезон-ле-Сулен (10219)
69. Мезьєр-ле-Брієнн (10221)
70. Мервіль (10242)
71. Молен-сюр-Об (10243)
72. Монмартен-ле-О (10252)
73. Монморансі-Бофор (10253)
74. Монтьєр-ан-л'Іль (10250)
75. Морвільє (10258)
76. Ольне (10017)
77. Пар-ле-Шаванж (10279)
78. Пель-е-Дер (10283)
79. Перт-ле-Брієнн (10285)
80. Петі-Меній (10286)
81. Пресі-Нотр-Дам (10303)
82. Пресі-Сен-Мартен (10304)
83. Провервіль (10306)
84. Пюї-е-Нюїзман (10310)
85. Радонвільє (10313)
86. Ранс (10315)
87. Роне-л'Опіталь (10326)
88. Рувр-ле-Вінь (10330)
89. Сен-Кристоф-Додінікур (10337)
90. Сен-Леже-су-Брієнн (10345)
91. Сен-Леже-су-Маржері (10346)
92. Сольсі (10366)
93. Спуа (10374)
94. Сулен-Дюї (10372)
95. Тій (10377)
96. Тор (10378)
97. Транн (10384)
98. Фонтен (10150)
99. Фраво (10160)
100. Френе (10161)
101. Фюліньї (10163)
102. Шаванж (10094)
103. Шалетт-сюр-Вуар (10073)
104. Шам-сюр-Барс (10078)
105. Шампіньоль-ле-Мондвіль (10076)
106. Шоменій (10093)
107. Юньянвіль (10389)
108. Юрвіль (10390)